# Volucella elegans
Volucella elegans là một loài ruồi trong họ Ruồi giả ong (Syrphidae). Loài này được Loew mô tả khoa học đầu tiên năm 1862. Volucella elegans phân bố ở vùng Cổ Bắc giới